# 松平真之介
松平 真之介（まつだいら しんのすけ、4月2日 - ）は、日本の俳優、声優。銀プロダクションに所属している。大阪府出身。

## 出演作品

### テレビ
- 世界痛快伝説!!運命のダダダダーン!「スーダラ節誕生秘話編」（親鸞和尚）
- びっくりハンター〜運命の月曜日〜「緊張の一瞬」編（強盗）
- 深夜の星（ヤクザ）
- ヤミツキ「テリー伊藤家の食卓」（テリー伊藤）
- クイズで公認!恋のおやジルシ（ダミー彼氏）
- 極楽とんぼのとび蹴りヴィーナス とび蹴りゴッテス（記者役）
- 奇跡の扉 TVのチカラ（犯人）
- 踊る!さんま御殿!!（お坊さん）

### 映画
- プレイボール（鉄砲玉）

### 吹き替え
- 捕虜大隊 シュトラフバット（ブリキン、シュトフ）
- ターミネーター2（ポリスA）
- ミス・マーブル 書斎の死体（マルコム）
- ポセイドン・アドベンチャー（バダウィ、ジョンソン）
- 砂漠の鬼将軍（マンフレート）
- 火の鳥（チェ運転手、社長秘書）
- 必殺処刑人 リベンジ（アントワン）
- デンジャラスな妻たち（ショーン）
- ニーベルングの指環（ジークムント）
- センチュリオン
- ストライキング・レンジ
- 壊滅暴風圏II/カテゴリー7
- イテウォン殺人事件
- オーシャンズ・オデッセイ
- セルラー
- シックハウス（守衛）
- ボトム・ダウン
- ランダウン ロッキング・ザ・アマゾン ※テレビ東京版
- レッド・ウォール

### 舞台
- 劇団フィフティン・サーティー「恋の冷凍保存」（ポール）
- 劇団ディスカウント「ロンググッバイ」（シルヴァ）
- TWO（ノダ）
- 劇団民話芸術座学校公演「雉も鳴かずば」（権佐、良庵、役人）

### テレビCM
- お台場コメディフェスタPR・CM

### CMナレーション
- スカイパーフェクTV「アクティブスポーツセット」

### Vシネマ
- 実録 鯨道シリーズ（西村）
- LB熊本刑務所 義戦 侠の終章（ナレーション）

### ゲーム
- 春雨曜日（桃谷剣十郎）
- キングオブボウリング2（ナレーション）
- ファイナルアーチUSA（ナレーション）

### アニメ
- シャドウレイダース（化石兵1、炎兵1）
- 無限戦記ポトリス（トルーパーB、トルーパーD、バズーカトルーパー）
- GIRLSブラボー second season（通行人2）
- 内閣権力犯罪強制取締官 財前丈太郎（マスコミA）
- 王様ゲーム The Animation（2017年、担任教師）
- 魔王様、リトライ!（2019年、ドナ・ドナ）
- 真の仲間じゃないと勇者のパーティーを追い出されたので、辺境でスローライフすることにしました（2021年、ダン）